# Space Quest V: The Next Mutation
Space Quest V: The Next Mutation (рус. Космическое приключение V: Новая мутация) — популярная компьютерная игра, пятая часть саги Space Quest о невероятных приключениях космического уборщика Роджера Вилко (англ. Roger Wilco). На сей раз Роджер решает сменить профессию и стать капитаном корабля. Для этого наш герой поступает в академию СтарКона (англ. StarCon — Звёздная Конфедерация), но после сдачи экзаменов назначается капитаном межзвёздного мусоровоза «Эврика». А обычная работа по очистке космоса от отходов превращается в захватывающее приключение, и Роджеру предстоит снова спасти человечество. На сей раз — от ужасной угрозы мутаций людей в злобных существ.
Выход игры состоялся 5 февраля 1993 года.
Как и предыдущие части серии, Space Quest V является пародией на различные голливудские фильмы. Однако, на сей раз больше внимания уделяется Вселенной, в которой происходили действия популярного американского сериала «Звёздный путь». Впрочем, есть упоминания и о других фантастических кинолентах: «Хищник», «Чужой», «Космическая одиссея 2001» и «Муха»).
В игровой процесс были внесены некоторые изменения: теперь Роджер может управлять своим кораблём и отдавать команды членам экипажа находясь на капитанском мостике.
Существует два известных любительских перевода игры от ростовской группы Taralej & Jabocrack и новосибирской CDs Ltd.

## Сюжет
Игра начинается с того, что Роджер предаётся мечтаниям о своей будущей славе капитана, участвуя в виртуальном сражении на симуляторе космического корабля. Внезапно всё прерывается и голос капитана Квирка сообщает Роджеру, что у него сейчас идёт экзамен, а кадет Вилко развлекается. Успешно ответив на вопросы теста, Роджер в наказание за опоздание идёт чистить эмблему СтарКона, где и встречает симпатичную блондинку Беатрис Ванкмейстер. Несколько позднее, не без помощи Квирка, Роджер получает под командование мусоровоз «Эврика», который так похож на пылесос. Приключения начинаются…

### Некоторые интересные моменты игры
- Забрав мусор на орбите одной из планет, Роджер обнаруживает в нём некое животное. При попытке рассмотреть существо поближе, оно вцепляется в голову Вилко, как лицехват из фильма «Чужой». Позднее этот зверёк получил от Роджера кличку Спайк (или Шарик — в одном из вариантов перевода на русский) и стал его любимцем.
- Во время игрового эпизода на одной из планет за Роджером охотится убийца-гиноид. У неё есть устройство невидимости и пушка, напоминающая метатель плазмы из фильма «Хищник».
- При телепортации на одну из станций, в луч залетает муха. Телепортер выходит из строя, и Роджер материализуется в маленьком теле мухи с человеческой головой. В то же время, тело Роджера с головой мухи ведёт себя глупо (даже для Роджера) и прыгает в мусорный контейнер.
- Во время визита экипажа в космобар «Пробел» (англ. Space Bar)[2] Роджер должен освободить своего инженера из тюремной камеры, в которую того заключили за драку с офицером другого корабля, обозвавшим «Эврику» «мусорной шаландой». Это является пародией на драку в серии «Звёздного пути» «Проблема с трибблами». Роджер говорит инженеру, что «Эврика» — действительно мусорная шаланда.
- Сын Роджера из будущего спас жизнь отца в начале предыдущей игры, а затем показал Роджеру голограмму своей матери. Роджер встречает эту женщину (Беатрис) в The Next Mutation и должен защищать её, иначе его сын не будет рождён, а значит, сам Роджер перестанет существовать. Впоследствии эта идея была развита в фан-сиквеле Space Quest: Vohaul Strikes Back, выпущенном в 2011 году командой VSB Team.

Главная миссия всей игры — остановить мутагенную заразу, распространяющуюся по галактике, найти источник заражения и бороться со всеми инфицированными. В конце игры одними из инфицированных становятся и члены экипажа «Голиафа» — флагмана СтарКона. Капитан «Голиафа» Квирк (явная пародия на Уильяма Шетнера в роли капитана Кирка, вплоть до парика), нападает на «Эврику». Но Роджер, жертвуя своим кораблём, избавляется от чумы и даже временно становится командиром флагмана флота.
В этой серии Роджер предстаёт перед игроком немного в ином свете: он всё ещё халтурщик и летает на держащемся на честном слове корабле, но в процессе развития игрового сюжета он получает уважение экипажа «Эврики» и любовь Беатрис.

## SCS Эврика
- Экипаж:

Капитан — Роджер Вилко
Пилот/навигатор/тактический офицер — Друль
Связист — Фло
Инженер — Клиффорд (Клиффи)
Научный работник — отсутствует
После победы Роджера над гиноидом WD-40, Клиффи перепрограммирует её в научного работника. Также Роджер может забрать устройство невидимости с её корабля (который выглядит как клингонская Хищная Птица) и отдать Клиффи для установки на «Эврике».

## Интересные факты
- Эта игра первая из серии, которая не создавалась «Двумя парнями с Андромеды». Над проектом работал только Марк Кроу. И это первая игра из серии, что была создана не в самой Sierra On-Line, а уже в её дочерней компании Dynamix, куда перешёл работать Марк сразу после выхода Space Quest IV.
- Space Quest V — единственная игра серии и вторая по счёту у Sierra On-Line (первой была Leisure Suit Larry 5), создание которой было спонсировано реально существующей компанией Sprint. Её логотипы появляются на рекламе в баре «Пробел», в титрах и на экранах при сеансах связи.
- Вопросы списанной контрольной — это подсказка к прохождению. Например, на вопрос «Вы один на неизвестной планете с андроидом-убийцей на хвосте. Ваши действия…» правильный ответ — «Вываляться в грязи, чтобы замаскироваться». Тем не менее, чтобы обезвредить WD-40, вам придётся вспомнить сразу два неправильных ответа.
- Экзамен на капитана не обязательно списывать — достаточно на каждый вопрос выбрать последний вариант ответа.
- В игре использовался тот же оригинальный способ защиты от копирования, что и в предыдущей четвёртой части (как, впрочем, и во многих других играх от Sierra On-Line). Вместе с игрой поставлялась газета Galactic Inquirer, которая, помимо юмора, содержала координаты сюжетно важных мест. В пиратских версиях её роль играл текстовый файл с координатами. В оригинальной версии и в переводе Taralej & Jabocrack цифры различаются.